# 伊拉龙 (小说)
《飛龍聖戰》（英語：Eragon）是《遗产四部曲》（The Inheritance Cycle）的第一部小說。該書是由當時才19歲，將自高中畢業的美國少年克里斯托弗·鮑里尼所寫的，一個有關少年與龍的童話幻想故事。最初由他父母的出版公司出版，然後被Alfred A. Knopf出版公司發掘，並以Knopf名下於2003年8月26日再版，一炮而紅，進佔《紐約時報暢銷書榜》長達87星期。
此書被改編為英文同名電影《俠影魔龍》(港譯)，在2006年12月15日公映。

## 背景
故事背景是位於奧俄蓋西亞。在很久以前，當龍騎士的勢力十分鼎盛時，一個龍騎士哥巴塔爾的龍被妖惡人殺死。他失去了龍，哥巴塔爾因此氣得發狂，長老又拒絕給他另一隻龍，他便著手策畫推翻龍騎士。
他先與一位同情他的騎士莫赞結盟，殺害了一名長老，然後哥巴塔爾便謀害了盟友，並逃逸無蹤。時間過去了，騎士們對他的搜捕就停止了。他碰到了騎士摩爾西恩，並說服他投奔自己。他們在伊立鈉城堡（即阿爾貝恩、尤利瑞）为得到龙，杀了有一只幼龙的骑士，并用邪恶的魔法与幼龙（西路康）结成了一种类似于正常的龙与龙骑士的联系（即心灵纽带）。
經過很長的時間，他一直躲在一個邪惡地方，令騎士們追捕不到他。威恩洛加的多路城，摩爾西恩的被禁魔法也學成了。所以哥巴塔爾復出，他們聯手殺死每個他們遇到的騎士，每殺一個他們的力量就更強大。12名抵擋不住權力慾望的騎士也投降了哥巴塔爾，他們聯同摩爾西恩就是「十三背誓者」，其他騎士都被打得落花流水。精靈雖然也參戰了，但最終騎士首領维瑞尔被殺後，於伊拉鈉的平原上精靈王艾文得也慘遭失敗，精靈王遭到殺害，精靈逃入秘密住所之中後隱遁於世界。曾與騎士一同奮戰的矮人也不敵於哥巴塔爾，躲進地底，再無人見過矮人。
當時只有騎士們的首領維爾才有能力對抗十三背誓和哥巴塔爾，他是一位既有智慧又年長的騎士。他盡力奮戰救亡圖存，確保剩下沒有被殺的龍落入哥巴塔爾手中。在維羅安歌達島上騎士城市督拉阿鈉寶的決戰中，維爾打敗哥巴塔爾，但最後一擊時他猶豫一下，結果被哥巴塔爾趁機攻擊，維爾受傷逃亡到阿特哥德山中。最後，哥巴塔爾追擊到來，維爾無法恢復力量。二人決鬥時，哥巴塔爾使用奸計，用劍斬下維爾的頭。自此，哥巴塔爾自封為奧俄蓋西亞的王。
雖然龍騎士滅亡了，但仍然有三顆龍蛋存留下來（雖然牠們都在哥巴塔爾的掌控中）、有些龍騎士也存活下來（如精靈騎士歐若米思和他的龍葛雷得、人類騎士布朗姆）。此後，沙爾德獨立、相繼維登也成立了。這兩個勢力都不肯屈服於哥巴塔爾之下，沙爾德雖然和帝國好像十分和諧，但其實沙爾德是暗中支持維登反抗帝國，精靈、矮人也支持維登反抗帝國。維登一直對帝國發動攻擊，甚至維登更搶奪了一顆龍蛋（即是思飛的蛋），當時唯一一名殘存的十三背誓，摩爾西恩和早前幾名不忠騎士都被布朗姆殺死。而思飛的蛋就被維登人和精靈輪流保管，他們希望能有新的騎士出現，但龍蛋卻一直沒有孵化。到精靈鶚亞攜帶龍蛋時，在督圍鄧森林遭到攻擊，鶚亞於是企圖將龍蛋傳送給老騎士布朗姆，但傳送失敗，龍蛋流落到西斑山脈。
主角艾瑞岡偶然發現了一隻龍蛋並成為幼龍思飛的主人，因而遭到想招攬新一代騎士的帝國追捕，並使其抚养他长大的舅舅遇害。因此，艾瑞岡踏上復仇之途，誓要為親復仇。
同村的说书人布鲁姆要求与他結伴一同進行旅途去追擊殺死他的舅舅的洛魔，艾瑞岡向布朗姆學習劍術、古語和魔法。他們失去了洛魔的蹤跡時，來到了港鎮提恩姆城，拜訪布朗姆的老友喬德。布朗姆相信喬德能幫忙找到牠們的巢穴。在提恩姆，他們得知洛魔住在德李思里歐那城附近的某處。藥草師安琪拉幫艾瑞岡算命，她的同伴貓人撒冷邦也給了他兩個忠告。
后布朗姆在被敌人追杀时受伤，不久后便死去，死前告诉了他自己是龙骑士之一以及7个古语并要求他去加入维登人。艾瑞岡在与敌人交手时认识了馬泰格。
艾瑞岡由于一路在梦中感到一个女人的意识连接，并意识到那人的重要性，于是决定去吉艾德城营救她在去加入維登人，但艾瑞岡在吉艾德城被捕，並被送到哥巴塔爾的手下邪惡的陰魂人德薩那兒。由於馬泰格的幫助，艾瑞岡逃了獄，並帶著另一個俘虜（即梦到的人）——駐維登使者精靈鶚亞。鶚亞在自我控制下导致的深度昏睡（从被救到目的地中一直保持着）中用意识告诉他自己被鬼魂下了毒，急需来自維登所在地和其家乡才有的解药以及如何找到维登人。馬泰格透露他是摩爾西恩之子。然而，馬泰格指責他父親的行為，離開哥巴塔爾的宮廷，尋求他自己的命運。他告訴艾瑞岡，薩爾若克劍以前曾屬於馬泰格的父親。
就在艾瑞岡和他朋友在快要找到维登人时被妖惡人击败之时，維登人救了他們。艾瑞岡被帶去見維登領袖阿吉荷德，而馬泰格因為是摩爾西恩親屬的緣故被關起來。艾瑞岡與矮人國王羅詩格和阿吉荷德的女兒娜紗妲見面；他也接受為阿吉荷德效力的雙胞胎的考驗，這兩位是相當齷齪的魔法師；在維登人治療鶚亞的中毒病情時，艾瑞岡與思飛也為維登的一名孤嬰祝福。
一支妖惡人軍隊經由矮人隧道逐漸接近的消息，使得艾瑞岡無法再繼續停留。在緊跟而來的戰鬥中，艾瑞岡得到思飛和鶚亞的幫助，成功殺死陰魂人德薩，但被他在他的背部從肩膀到臀部劃開一刀。
戰鬥後，艾瑞岡意識不清躺著時，有一個人以心靈感應與他接觸。這個人表明自己是托琦拉那卡——健全的殘人。他要艾瑞岡到精靈族首府的伊蕾思城找他尋求教導。

## 電影
片名：龍騎士 Eragon
上映日期：2006年12月15日
出品國：美國
發行商：二十世紀福斯
導演：史蒂芬·馮梅爾（Stefen Fangmeier）
編劇：Peter Buchman、Lawrence Konner
本片所改編之原著全球暢銷250萬冊，導演史蒂芬·馮梅爾與《魔戒》三部曲特效公司威塔合作，打造第一部「駕飛龍邀翔」的奇幻電影，並創造靈魂人物，巨龍「思飛」。此外，電影打造許多奇幻影迷最喜歡的壯觀場面與浩大戰爭，特別是法爾登度大戰，連續六週、每晚10小時、動用450名臨時演員，創造全新視覺震撼。
《龍騎士》從全球試鏡中挑選到17歲英國帥哥艾德·史彼勒飾演龍騎士艾瑞岡，其餘演員包括傑瑞米·艾恩斯、約翰·馬可維奇、吉蒙·宏蘇、羅勃·卡萊爾，女主角是席安娜·蓋蘿莉。電影主題曲由艾薇兒演唱。

## 參看
- 《俠影魔龍》：《龍騎士》的電影版本在香港上映時所用的名字[1]。
- 《龍騎士》系列的正體中文版由臺灣聯經出版事業公司出版，首部曲的譯名為《飛龍聖戰》（2004年，黃可凡譯）。